# Persone di cognome Knight
| Questa pagina contiene informazioni ricavate automaticamente dalle voci biografiche con l'ausilio del template Bio e di un bot. L'aggiornamento è periodico e automatico e ricostruisce completamente la pagina. Se manca una persona in questa lista, sei pregato di non aggiungerla, ma accertati piuttosto che la sua voce biografica contenga il template Bio e che i dati anagrafici siano correttamente compilati. Se il template Bio manca, inseriscilo tu stesso o, in alternativa, metti l'avviso {{tmp\|Bio}} che ne segnala la mancanza. Se i dati riportati sono sbagliati, correggi direttamente la voce biografica; le modifiche saranno visibili in questa lista entro pochi giorni. Per chiarimenti vedi il progetto antroponimi. La lista contiene solo le 96 persone che sono citate nell'enciclopedia e per le quali è stato implementato correttamente il template Bio. Pagina aggiornata al 7 ago 2025. |

Questa è una lista di persone presenti nell'enciclopedia che hanno il cognome Knight, suddivise per attività principale.

## Agronomi(1)
- Thomas Andrew Knight, agronomo britannico (Wormsley, n. 1759 - Londra, † 1838)

## Allenatori di calcio(1)
- Alan Knight, allenatore di calcio e ex calciatore inglese (Balham, n. 1961)

## Animatori(1)
- Travis Knight, animatore, produttore cinematografico e regista statunitense (Hillsboro, n. 1973)

## Artisti(2)
- Charles R. Knight, artista statunitense (Brooklyn, n. 1874 - Manhattan, † 1953)
- Leonard Knight, artista statunitense (Vermont, n. 1931 - Contea di San Diego, † 2014)

## Attiviste(1)
- Anne Knight, attivista inglese (Chelmsford, n. 1786 - Waldersbach, † 1862)

## Attori(14)
- Aramis Knight, attore statunitense (Los Angeles, n. 1999)
- Carlos Knight, attore statunitense (n. 1993)
- Christopher Knight, attore statunitense (New York, n. 1957)
- Daniel Knight, attore e produttore cinematografico statunitense
- Elliot Knight, attore britannico (Birmingham, n. 1990)
- Esmond Knight, attore britannico (East Sheen, n. 1906 - Londra, † 1987)
- Fuzzy Knight, attore statunitense (Fairmont, n. 1901 - Woodland Hills, † 1976)
- Matthew Knight, attore canadese (Toronto, n. 1994)
- Maxim Knight, attore e doppiatore statunitense (Honolulu, n. 1999)
- Michael E. Knight, attore statunitense (Princeton, n. 1959)
- Sterling Knight, attore e cantante statunitense (Houston, n. 1989)
- T. R. Knight, attore statunitense (Minneapolis, n. 1973)
- Wayne Knight, attore statunitense (New York, n. 1955)
- Wyatt Knight, attore statunitense (New York, n. 1955 - Maui, † 2011)

## Attori pornografici(1)
- Wilfried Knight, attore pornografico francese (Berlino, n. 1975 - Vancouver, † 2013)

## Attrici(5)
- June Knight, attrice e ballerina statunitense (Los Angeles, n. 1913 - Los Angeles, † 1987)
- Lily Knight, attrice statunitense (Baltimora, n. 1956)
- Rosalind Knight, attrice britannica (Marylebone, n. 1933 - † 2020)
- Shirley Knight, attrice statunitense (Goessel, n. 1936 - San Marcos, † 2020)
- Tuesday Knight, attrice e cantante statunitense (Los Angeles, n. 1969)

## Biologi(1)
- Tom Knight, biologo e ingegnere statunitense

## Botanici(1)
- Joseph Knight, botanico inglese (Brindle, n. 1778 - † 1855)

## Calciatori(5)
- Amal Knight, calciatore giamaicano (n. 1993)
- Arthur Knight, calciatore inglese (Godalming, n. 1887 - Portsmouth, † 1956)
- Jason Knight, calciatore irlandese (Dublino, n. 2001)
- Josh Knight, calciatore inglese (Leicester, n. 1997)
- Zat Knight, ex calciatore inglese (Solihull, n. 1981)

## Cantanti(3)
- Beverley Knight, cantante e attrice teatrale britannica (Wolverhampton, n. 1973)
- Gladys Knight, cantante statunitense (Atlanta, n. 1944)
- Robert Knight, cantante statunitense (Franklin, n. 1940 - Nashville, † 2017)

## Cantautori(1)
- Jordan Knight, cantautore e personaggio televisivo statunitense (Worcester, n. 1970)

## Cantautrici(1)
- Grace Knight, cantautrice e musicista britannica (Manchester, n. 1955)

## Cestiste(1)
- Whitney Knight, cestista statunitense (Winston-Salem, n. 1993)

## Cestisti(14)
- Billy Knight, ex cestista, allenatore di pallacanestro e dirigente sportivo statunitense (Braddock, n. 1952)
- Bob Knight, cestista e allenatore di pallacanestro statunitense (Massillon, n. 1940 - Bloomington, † 2023)
- Bob Knight, cestista statunitense (Hartford, n. 1929 - Springfield, † 2008)
- Matt Knight, ex cestista australiano (Burnie, n. 1985)
- Ron Knight, ex cestista statunitense (n. 1947)
- Brandin Knight, ex cestista e allenatore di pallacanestro statunitense (Livingston, n. 1981)
- Brandon Knight, cestista statunitense (Miami, n. 1991)
- Brevin Knight, ex cestista statunitense (Livingston, n. 1975)
- Larry Knight, ex cestista statunitense (Detroit, n. 1956)
- Marcos Knight, cestista statunitense (Dublin, n. 1989)
- Nathan Knight, cestista statunitense (Syracuse, n. 1997)
- Negele Knight, ex cestista statunitense (Detroit, n. 1967)
- Toby Knight, ex cestista statunitense (Bronx, n. 1955)
- Travis Knight, ex cestista statunitense (Salt Lake City, n. 1974)

## Ciclisti su strada(1)
- Oliver Knight, ciclista su strada britannico (Bedford, n. 2001)

## Compositrici(1)
- Holly Knight, compositrice, paroliera e cantante statunitense (New York, n. 1956)

## Critici cinematografici(1)
- Arthur Knight, critico cinematografico e saggista statunitense (Filadelfia, n. 1916 - Sydney, † 1991)

## Doppiatrici(1)
- Elissa Knight, doppiatrice statunitense (Santa Cruz, n. 1975)

## Editori(1)
- Charles Knight, editore e scrittore britannico (Windsor, n. 1791 - Addlestone, † 1873)

## Fisici(1)
- Gowin Knight, fisico britannico (Corringham, n. 1713 - Londra, † 1772)

## Fotografi(1)
- Nick Knight, fotografo britannico (Londra, n. 1958)

## Giocatori di football americano(4)
- Shawn Knight, ex giocatore di football americano statunitense (Provo, n. 1964)
- Tom Knight, ex giocatore di football americano statunitense (Summit, n. 1973)
- Tyrice Knight, giocatore di football americano statunitense (Lakeland, n. 2000)
- Zonovan Knight, giocatore di football americano statunitense (Bailey, n. 2001)

## Giornaliste(1)
- India Knight, giornalista e scrittrice britannica (Bruxelles, n. 1965)

## Giornalisti(1)
- John Shively Knight, giornalista e imprenditore statunitense (Bluefield, n. 1894 - Akron, † 1981)

## Hockeiste su ghiaccio(1)
- Hilary Knight, hockeista su ghiaccio statunitense (Palo Alto, n. 1989)

## Imprenditori(1)
- Phil Knight, imprenditore, dirigente d'azienda e produttore cinematografico statunitense (Portland, n. 1938)

## Ingegneri(1)
- J.P. Knight, ingegnere britannico (Nottingham, n. 1828 - Londra, † 1886)

## Insegnanti(1)
- George R. Knight, insegnante e scrittore statunitense (n. 1941)

## Militari(2)
- Newton Knight, militare e politico statunitense (Contea di Jones, n. 1837 - Contea di Jasper, † 1922)
- Raymond L. Knight, militare e aviatore statunitense (Houston, n. 1922 - Col d'Arciana, † 1945)

## Ostacoliste(1)
- Jessie Knight, ostacolista e velocista britannica (Epsom, n. 1994)

## Pallavolisti(1)
- Casey Knight, pallavolista canadese (n. 1992)

## Pastori protestanti(1)
- George W. Knight, pastore protestante, teologo e biblista statunitense (Sanford, n. 1931 - Lake Wylie, † 2021)

## Pattinatori artistici su ghiaccio(1)
- Donald Knight, ex pattinatore artistico su ghiaccio canadese (n. 1947)

## Piloti motociclistici(1)
- David Knight, pilota motociclistico mannese (Douglas, n. 1978)

## Pirati(1)
- William Knight, pirata inglese (Inghilterra - † 1689)

## Pistard(1)
- Josie Knight, pistard e ciclista su strada britannica (Aylesbury, n. 1997)

## Pittori(1)
- Daniel Ridgway Knight, pittore statunitense (Chambersburg, n. 1839 - Parigi, † 1924)

## Pittrici(1)
- Laura Knight, pittrice inglese (Long Eaton, n. 1877 - Londra, † 1970)

## Poeti(1)
- Etheridge Knight, poeta statunitense (Corinth, n. 1931 - Indianapolis, † 1991)

## Politici(2)
- Steve Knight, politico statunitense (Edwards Air Force Base, n. 1966)
- Goodwin Knight, politico statunitense (Provo, n. 1896 - Inglewood, † 1970)

## Rapper(1)
- Kash Doll, rapper e modella statunitense (Detroit, n. 1989)

## Saggiste(1)
- Ellis Cornelia Knight, saggista e docente inglese (Londra, n. 1757 - Parigi, † 1837)

## Sceneggiatori(1)
- Steven Knight, sceneggiatore e regista britannico (Marlborough, n. 1959)

## Sciatori alpini(1)
- Chip Knight, ex sciatore alpino statunitense (Stamford, n. 1975)

## Sciatrici alpine(1)
- Millie Knight, sciatrice alpina britannica (Canterbury, n. 1999)

## Scrittori di fantascienza(1)
- Damon Knight, scrittore di fantascienza, curatore editoriale e critico letterario statunitense (Baker City, n. 1922 - Eugene, † 2002)

## Scrittrici(1)
- Alanna Knight, scrittrice e drammaturga britannica (Jesmond, n. 1923 - Edimburgo, † 2020)

## Storici(1)
- Ian Knight, storico britannico (Shoreham-by-Sea, n. 1956)

## Tennisti(1)
- Billy Knight, ex tennista britannico (Northampton, n. 1935)

## Velociste(1)
- Bianca Knight, velocista statunitense (Jackson, n. 1989)

## Wrestler(2)
- Phineas I. Godwinn, ex wrestler statunitense (Orlando, n. 1968)
- Jason Knight, wrestler statunitense (Waterbury, n. 1963)